# Madame veut un bébé
Pour plus de détails, voir Fiche technique et Distribution.
Madame veut un bébé (The Lady Is Willing) est un film américain réalisé par Mitchell Leisen en 1942.

## Synopsis
Une vedette d'opérette de Broadway trouve un bébé et se prend d'affection pour lui. Elle tente de l'adopter, mais elle ne peut en obtenir la garde qu'à condition d'être mariée. Elle arrange un mariage blanc avec son pédiatre.

## Fiche technique
- Titre : Madame veut un bébé
- Titre original : The Lady Is Willing
- Réalisation : Mitchell Leisen
- Scénario : James Edward Grant et Albert McCleery d'après une histoire de James Edward Grant
- Production : Charles K. Feldman et Mitchell Leisen
- Studio de production : Columbia Pictures
- Musique : W. Franke Harling
- Chorégraphe : Douglas Dean
- Photographie : Ted Tetzlaff
- Montage : Eda Warren
- Direction artistique : Lionel Banks et Rudolph Sternad
- Costumes : Mitchell Leisen et Irene pour Marlene Dietrich
- Pays d'origine : États-Unis
- Format : Noir et blanc - Son : Mono (Western Electric Sound System)
- Genre : Comédie dramatique
- Durée : 92 minutes
- Date de sortie : 17 février 1942 (USA)

## Distribution
- Marlene Dietrich : Elizabeth 'Liza' Madden
- Fred MacMurray : Dr. Corey T. McBain
- Aline MacMahon : Buddy
- Stanley Ridges : Kenneth Hanline
- Arline Judge : Frances
- Roger Clark : Victor
- Marietta Canty : Mary Lou
- David James : Baby Corey
- Ruth Ford : Myrtle
- Harvey Stephens : Dr. Golding
- Harry Shannon : Détective Sergent Barnes
- Elisabeth Risdon : Mme Cummings
- Charles Lane : K.K. Miller
- Murray Alper : Joe Quig
- Kitty Kelly : Nellie Quigg
- Sterling Holloway : Arthur Miggle

Acteurs non crédités
- Myrtle Anderson : une servante
- Jimmy Conlin : le clochard
- Robert Emmett Keane : le directeur de l'hôtel